# Бари, Альфред
Альфред Бари (фр. Alfred Barye Le Fils, также Альф Бари, Alf Barye; 1839, Париж — не ранее 1882, Париж) — французский скульптор. Сын и ученик Антуана-Луи Бари.

## Жизнь и творчество
Вслед за своим отцом Бари-сын специализировался на бронзовой анималистической скульптуре, особенно конной и птичьей. Использовал преимущественно метод литья в песчаные формы. Участвовал в выставках с 1864 года. В последний раз участвовал в Парижском Салоне в 1882 году.

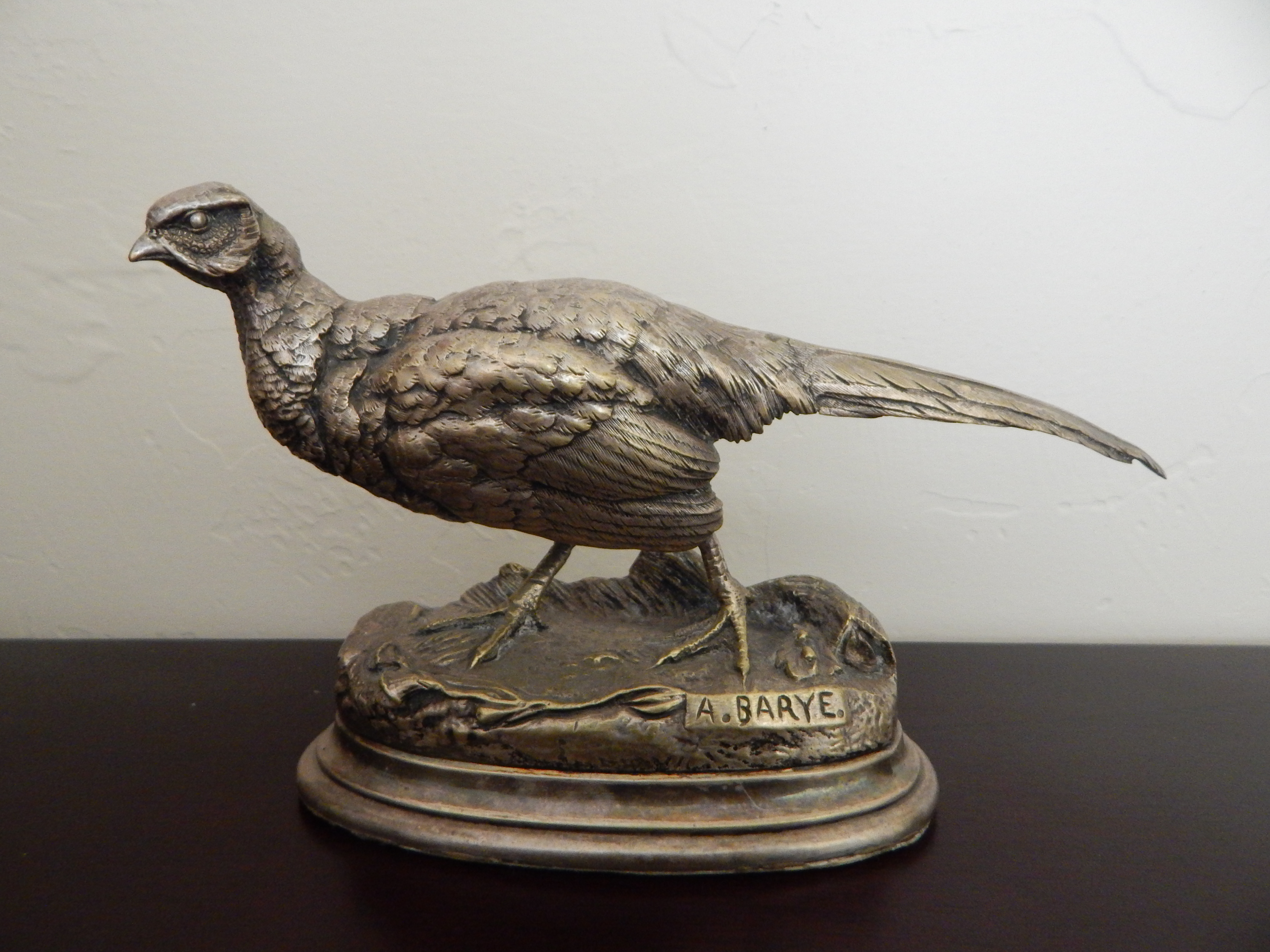
А. Бари. Фазан (около 1875)

Как и его отец Антуан Луи, Альфред Бари стал любимым скульптором Фердинанда Филиппа Орлеанского, а позже и полуофициальным скульптором Наполеона III.
Его самыми успешными и многочисленными объектами были скаковые лошади того времени, но известно, что он смоделировал многие работы в стиле своего отца, а также в своем собственном стиле. К числу наиболее известных работ Бари принадлежит «Арабский всадник», выполненный, по-видимому, в соавторстве с Эмилем Гийменом.
Он подписывал многие из своих скульптурных работ Бари или А. Бари — той же подписью, что и его отец. Сегодня это вызывает столько же путаницы, сколько и при его жизни, и многие модели Альфреда ошибочно приписывают и продают как работы его отца. После долгих семейных разногласий и по настоянию отца он начал подписывать свои работы как Альф Бари, а позже А. Бари Сын. Высказывалось предположение, но так и не было подтверждено, что Альфред Бари был ответственен за довольно много несанкционированных прижизненных слепков работ своего отца.

## Музеи
- Лувр (фр. Musée du Louvre), Париж
- Музей Орсе (фр. Musée d’Orsay), Париж
- Бруклинский музей, Нью-Йорк
- Гарвардский художественный музей, США
- Израильский музей, Иерусалим
- Музей современного искусства Сан-Паулу, Бразилия

## Выставки
Альфред Бари и его работы участвовали в выставках в Париже в 1864—1882:
- Лувр (фр. Musée du Louvre), Париж в 1864—1882
- Le Cheval de course Walter Scott, 1865
- Bouffon italien, 1882

Альфред Барье выставлялся в Парижском салоне в следующие годы:
В 1864 году выставил бронзовую скульптуру скаковой лошади под названием Вальтер Скотт.
В 1865 году выставил несколько бронзовых скульптур скаковых лошадей.
В 1866 году выставил бронзу с изображением скаковой лошади и жокея.
В 1882 году выставил бронзовую фигуру итальянского шута.